# Lopidea staphyleae
Lopidea staphyleae är en insektsart som beskrevs av Knight 1917. Lopidea staphyleae ingår i släktet Lopidea och familjen ängsskinnbaggar. Utöver nominatformen finns också underarten L. s. staphyleae.